# ドーナツうさぎ こむぎちゃん
『ドーナツうさぎ こむぎちゃん』は、malによる日本の漫画作品。
2020年6月よりLINEマンガにて連載開始。LINEマンガ内では『ドーナツうさぎ こむぎちゃん【占い4コマ】』という表記で配信されている。

## 占い
漫画の最後に「今日のハッピーランキング」という名前で星座占いが掲載されている。監修はSpica。

## キャラクター
こむぎ
ケーキ屋さんで暮らしているうさぎ。大好物であるドーナツをよく身につけている。シオには「こむぎ」、お客さんや店長さんには「こむぎちゃん」、「こむちゃん」と呼ばれる。
シオ
お隣の和菓子屋さんにおばあちゃんと住んでいるねこ。作中では「おしゃれさん」と評され、大福を中心にさまざまな和菓子を身につけている。こむぎとは反対に、お客さんに話し掛けるのは苦手。こむぎには「シオちゃん」と呼ばれる。